# Pro Evolution Soccer 2009
Pro Evolution Soccer 2009 (oficjalny skrót: PES 2009) – kolejna odsłona serii Pro Evolution Soccer. W Europie została wydana 17 października 2008. W tej części gry rozgrywka została nieznacznie poprawiona. Poprawiono system Teamvision oraz zwiększono aktywność drużyn kierowanych przez komputer, który na dodatek dynamicznie dostosowywał się do taktyki gracza. Trudniejsze natomiast stało się ominięcie komputerowych obrońców, co ograniczało możliwości zagrań. Nie poprawiono natomiast błędów związanych z podaniami. Oprócz tradycyjnych usprawnień związanych z fizyką gry zaimplementowano nowe tryby rozgrywek: UEFA Champions League (licencjonowane zespoły Ligi Mistrzów, hymn, oprawa) oraz tryb „Become a Legend”, w którym, podobnie jak w trybie „Be a Pro” w serii FIFA, można przejąć kontrolę nad wybranym graczem w czasie jego całej kariery, ale jest on trudniejszy niż konkurencyjny.
Na okładce gry widnieje Lionel Messi.
PES 2009 został wydany na PC, oraz konsole: PlayStation 3, Xbox 360, PlayStation Portable, PlayStation 2, Nintendo Wii i na telefony komórkowe.